# Szkamandrosz
Szkamandrosz (görögül: Σκάμανδρος) a görög mitológiában a trójai síkságot átszelő, hasonnevű folyó istene (más néven: Xanthosz); királyi nemzetséghez kapcsolódik: fia, Teukrosz, akinek leánya, Bateia Dardanosz felesége lett; Szkamandrosz egyik leánya, Kallirhoé Trószhoz ment nőül, másik leánya Sztrümó pedig Laomedónhoz. Szkamandrosz védelmezi trójai ivadékait: haragjában, mert a dühöngő Akhilleusz a folyóba dobálja az elesettek holttesteit, kilép medréből, és el akarja nyelni Akhilleuszt, de kénytelen meghátrálni Héphaisztosz előtt, aki tűzhullámot bocsát Szkamandroszra.
Homérosz a folyót Öreg-Maiandrosz és Xanthosz néven is említi.